# アドルフ・デシェノー
アドルフ・デシェノー（Adolphe Déchenaud、1868年6月28日 -  1926年12月27日）はフランスの画家である。歴史画、肖像画を描いた
。

## 略歴
ソーヌ＝エ＝ロワール県のサンタンブル(Saint-Ambreuil)で生まれた。父親はパリのレストラン経営者である。パリで育ち15歳で、私立の美術学校、アカデミー・ジュリアンに入学しジュール・ジョゼフ・ルフェーブル、ギュスターヴ・ブーランジェ、ジャン＝ジョセフ・バンジャマン＝コンスタンに学んだ
。
1885年に、国立高等美術学校（エコール・デ・ボザール）の入学試験を受けたが、1886年に兵役に招集され、1年間軍務についた。退役後、美術学校に戻った。1891年に『バウキスとピレーモーン』を描いた作品は「ローマ賞」の2位に終わったが、3年後、『ソクラテスの死』を描いて、ラルー(Auguste Leroux)とともにローマ賞を受賞した。ローマ賞の特典で、ローマに留学し、1898年まで在ローマ・フランス・アカデミーに留学した。ローマではともに留学していたアンドレ・ドゥヴァンベ、フランソワ＝レオン・シカール、ポントレーモリ(Emmanuel Pontremoli)らの肖像画を描いた。パリに戻り、1899年からサロン・ド・パリに出展し、1900年1901年には入選した。1913年にサロンで、名誉メダルを受賞した 。
第一次世界大戦が始まると、フランスの有力な25人の事業家を描いた「工業委員会」(Le comité des forges)という作品を描くことによって戦争協力した。
1908年にレジオンドヌール勲章（シュバリエ）を受勲した。1918年にラファエル・コランの後任として芸術アカデミーの会員に選ばれた。

## 作品

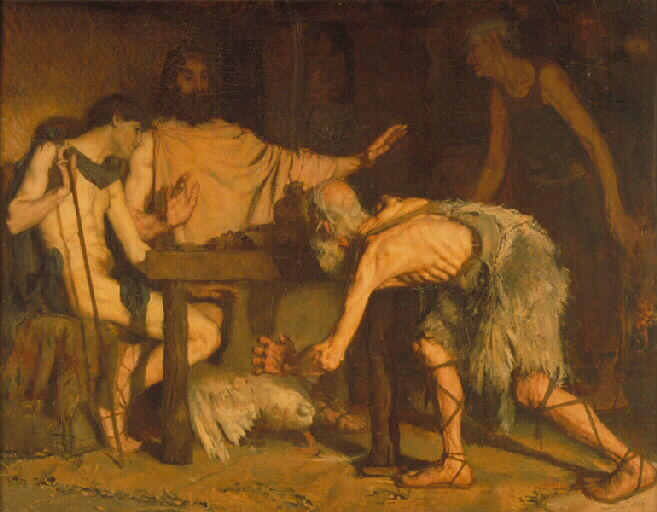
「バウキスとピレーモーン」
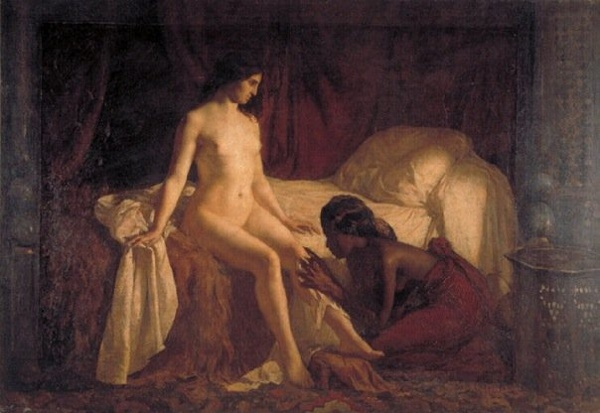
"Sultana"
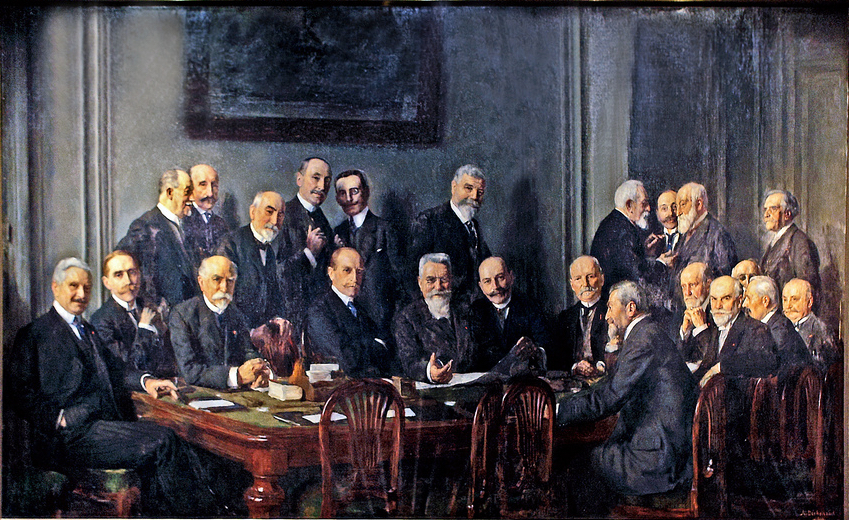
「工業委員会」

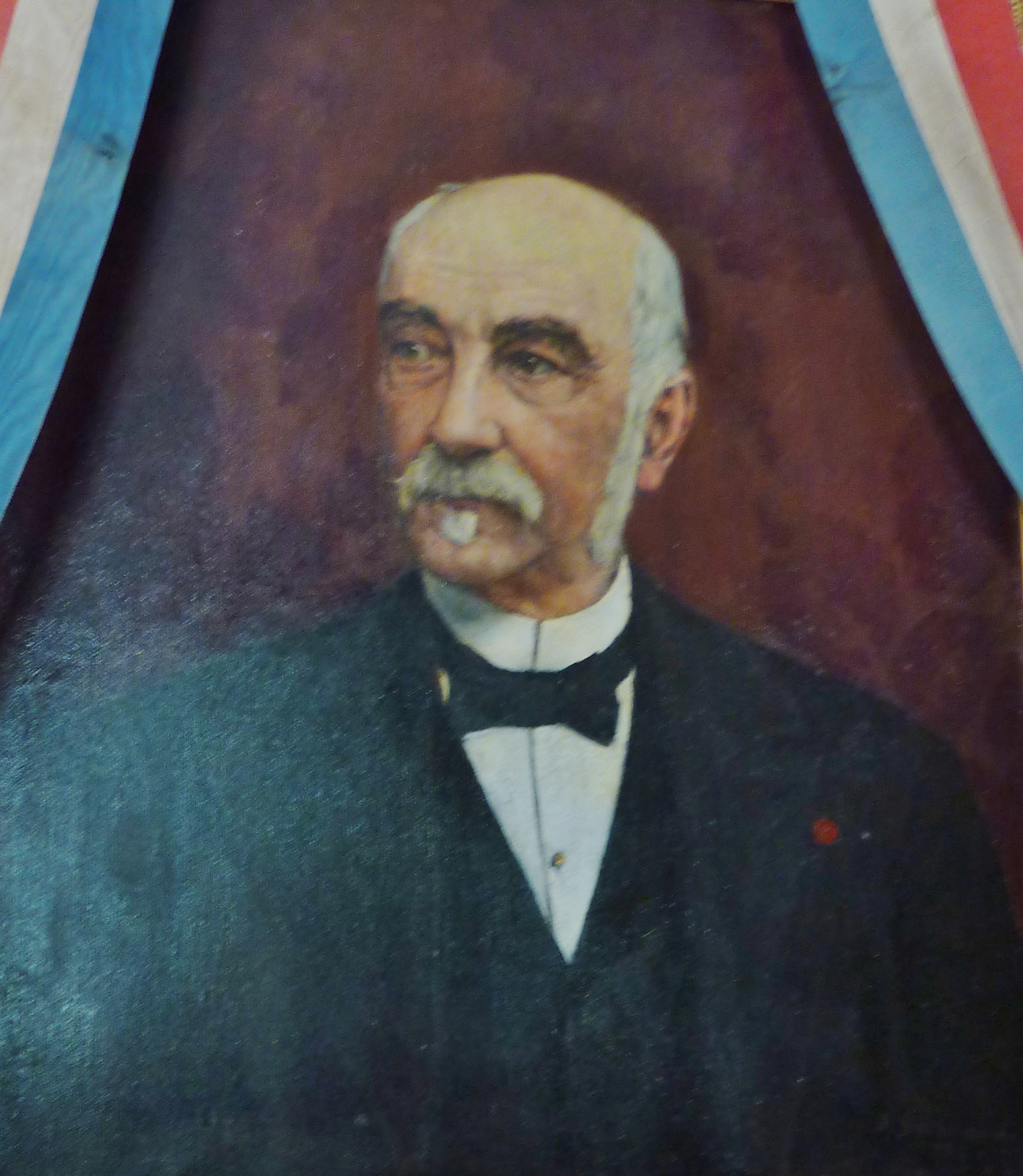
Joseph Astor-政治家
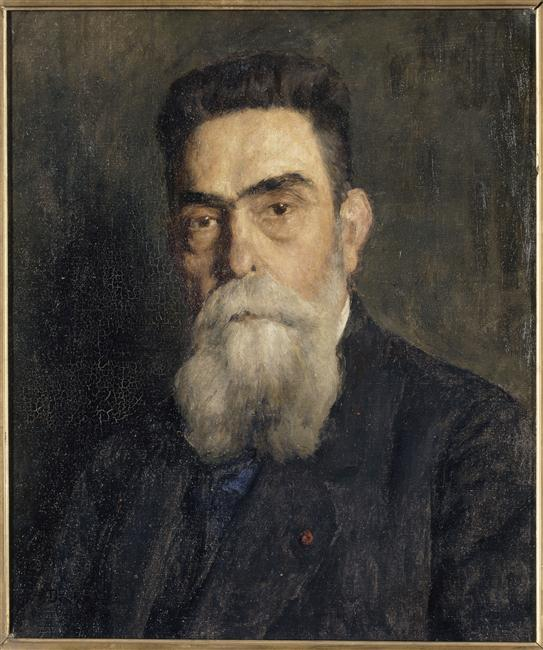
ヴィクトール・ラルー-建築家
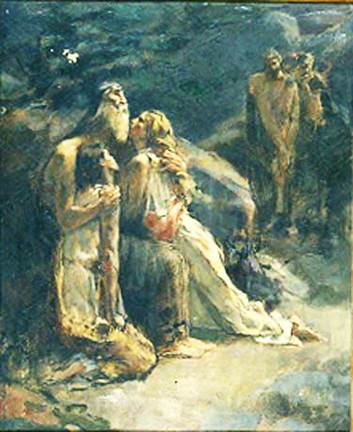
「娘に別れを告げるオイディプース」
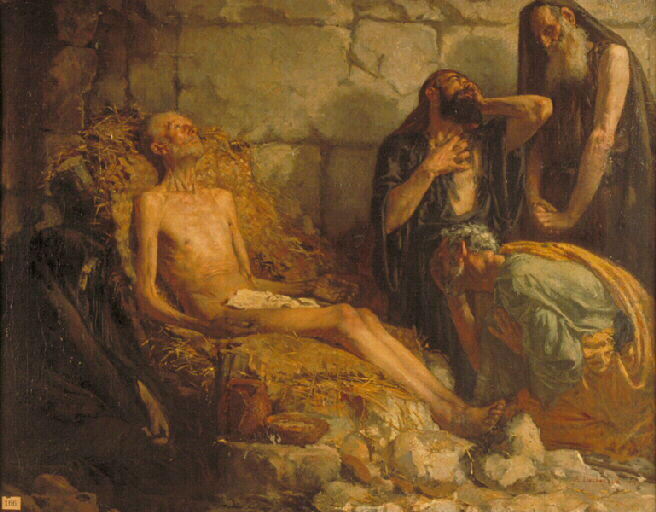